# Polifengo

Peloponeso e Ática na Idade Média

São Jorge de Polifengo (em italiano: Sancto Georgio de Polifengno segundo um documento de 1377) ou simplesmente Polifengo (em grego: Πολύφεγγος; romaniz.: Polýphengos; Polifant na versão francesa da Crônica da Moreia) foi um fortaleza e assentamento do Principado de Acaia no Peloponeso. O assentamento de São Jorge estava situado na planície aproximados 3 quilômetros da antiga Nemeia, e ocupou o espaço do moderna cidade de Nemeia, enquanto a fortaleza esteve situado no topo do Monte Polifengo e controlou uma das passagens que levou do planalto da Arcádia às terras baixas do golfo de Argos.
Em setembro de 1320, os gregos sob Andrônico Asen capturaram a fortaleza de São Jorge em Escorta e derrotou uma força de alívio. Eles imediatamente ampliaram seu sucesso ao avançarem contra as fortalezas de Carítena, Ácova e Polifengo e obtiveram a rendição delas ao subornar seus comandantes. Este sucesso deu aos gregos uma vantagem estratégica com todas estas fortalezas controlando passagens através das montanhas do interior do planalto até as planícies costeiras ainda controladas pelos francos. Polifengo, contudo, pode ter sido recapturada pelos francos após algum tempo, como aparece em uma lista de feudos do Principado de Acaia em 1377.